# Khodja Ali Rıza
Khodja Ali Rıza (Üsküdar, Istanbul, 1858 - 20 de març de 1930) va ser un famós pintor turc. Se'l coneix com el primer pintor impressionista de Turquia.

## Pintures

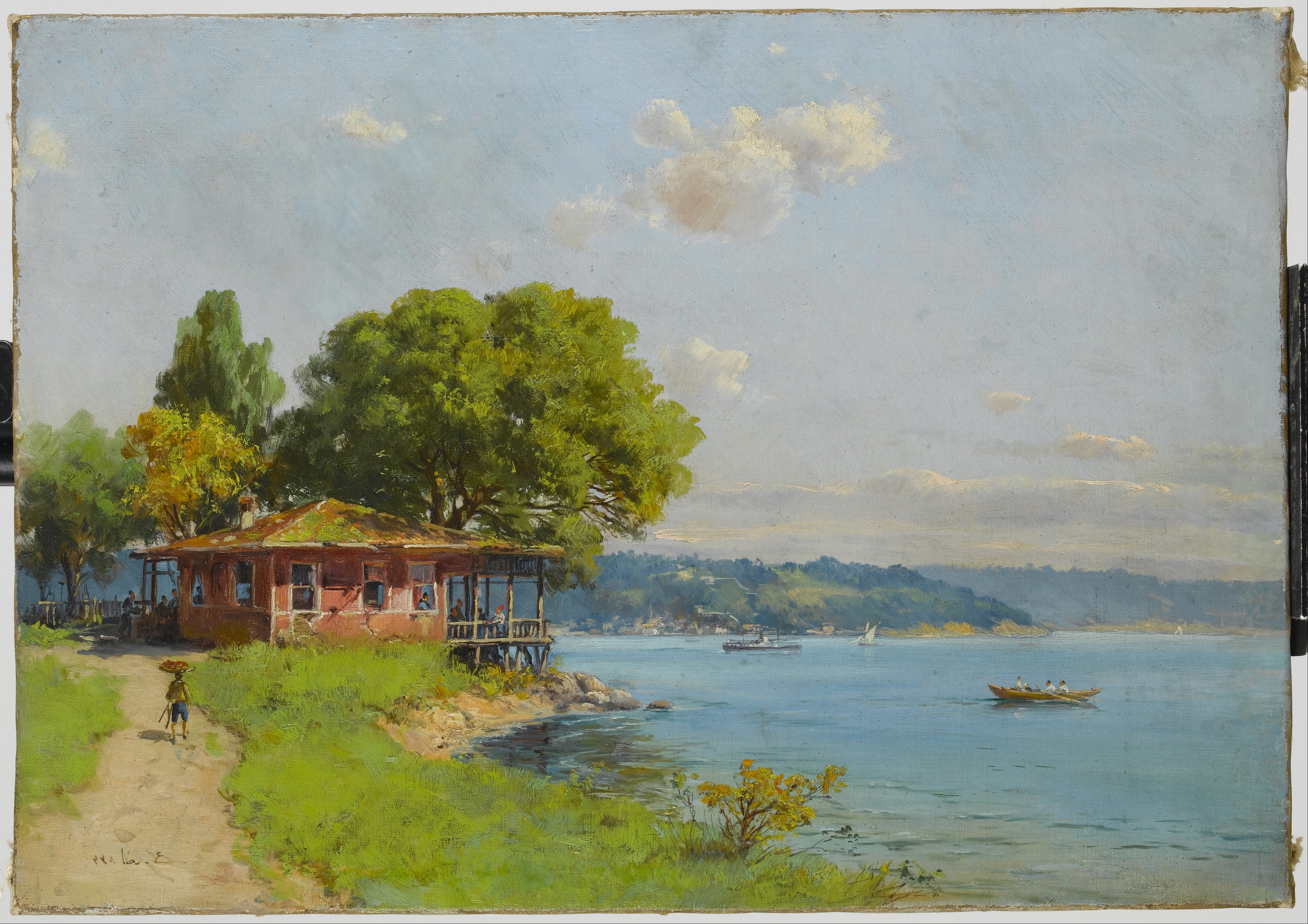
Istanbul
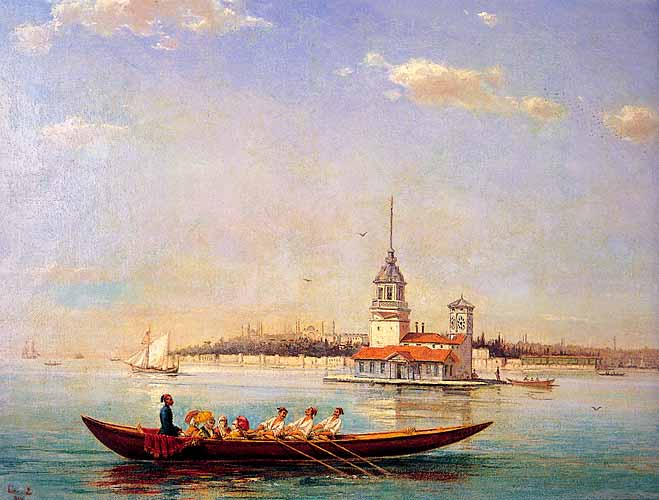
Kız Kulesi, 1894
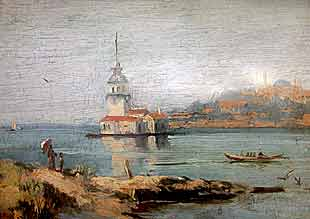
Kız Kulesi
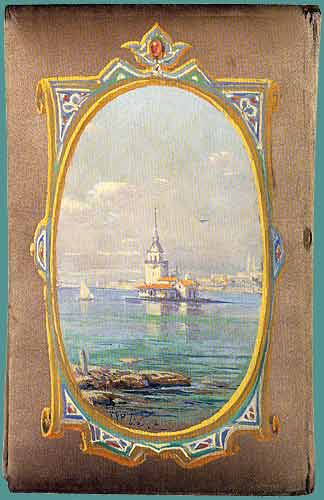
Kız Kulesi, 1904